# Дьюк-оф-Йорк (остров)
Дьюк-оф-Йорк (англ. Duke of York Island) — остров в Тихом океане в составе архипелага Дьюк-оф-Йорк. Входит в состав провинции Восточная Новая Британия региона Айлендс Папуа — Новой Гвинеи.

## География
Остров Дьюк-оф-Йорк входит в состав одноимённого архипелага, расположенного в западной части Тихого океана. К западу расположен остров Новая Британия, к востоку — Новая Ирландия.
С точки зрения геологии, представляет собой относительно низменный коралловый остров, общая площадь которого составляет 51,8 км², что делает его крупнейшим островом архипелага. Высшая точка достигает не более 80 м. На западном побережье острова расположена крупная бухта.
Остров находятся в сейсмически активной зоне, где две тектонические плиты накладываются друг на друга. Поэтому в этом районе часто случаются землетрясения, вулканические извержения и цунами. В последние годы особую угрозу для местных поселений представляет повышение уровня Мирового океана. С начала 2000 года ведётся переселение островитян на острова Новая Британия и Новая Ирландия.

## История
Европейским первооткрывателем островов является британский путешественник Филип Картерет, открывший архипелаг в 1767 году. Он назвал острова в честь принца Эдуарда, герцога Йоркского, который был сыном Фредерика, принца Уэльского.
В 1884 году остров Дьюк-оф-Йорк под названием Новый Лауэнбург (нем. Neulauenburg) стал частью германского протектората в Океании, а в 1914 году он был оккупирован австралийцами. С 1921 года остров находился в управлении Австралии в качестве мандата Лиги наций, а после Второй мировой войны — ООН. С 1975 года острова Дьюк-оф-Йорк является частью независимого государства Папуа — Новая Гвинея.